# کهن‌ترین سرزمین
کهن ترین سرزمین یک مجموعهٔ مستند تلویزیونی است در بارۀ ایران که به تاریخ، فرهنگ، هنر، حیات وحش و نژاد ایرانیان می‌پردازد. این مستند در ۲ فصل بین سال‌های ۱۳۹۷ تا ۱۳۹۹ به کارگردانی، تهیه‌کنندگی و نویسندگی بهروز سبط رسول به سفارش گروه تاریخ، فرهنگ و هنر شبکه یک سیما ساخته شده است. فصل اول این مستند در نوروز ۱۳۹۸ و فصل دوم در سال ۱۳۹۹ از شبکۀ یک سیما پخش گردید. 

## درباره کارگردان
بهروز سبط رسول (به زبان انگلیسی: Behrouz Sebt Rasoul) متولد ۱۶ تیر ۱۳۴۹ کارگردان، فیلمنامه‌نویس، تهیه‌کننده عضو خانه سینما و نوازنده موسیقی سنتی عضو خانه موسیقی است.

## فصل اول
فصل نخست این مستند در سال ۱۳۹۷ در ۱۳ قسمت ۴۰ دقیقه‌ای  (مجموع ۵۲۰ دقیقه) و به سفارش شبکه یک سیما تولید و در نوروز ۱۳۹۸ پخش شد. در این فصل استان‎های مازندران، گیلان، اردبیل، گلستان، سمنان، تهران، البرز، اصفهان، قزوین، فارس و خراسان شمالی از جنبه‌های قومیتی، فرهنگی، پوشش گیاهی و جانوری و ... معرفی شد.
| قسمت/شماره | عنوان        | توضیحات |
| ---------- | ------------ | ------- |
| یک         | مازندران     |         |
| دو         | گیلان        |         |
| سه         | اردبیل       |         |
| چهار       | گلستان       |         |
| پنج        | سمنان        |         |
| شش         | تهران        |         |
| هفت        | البرز        |         |
| هشت        | اصفهان       |         |
| نه         | یزد          |         |
| ده         | لرستان       |         |
| یازده      | فارس         |         |
| دوازده     | قزوین        |         |
| سیزده      | خراسان شمالی |         |

## فصل دوم
ساخت فصل دوم نیز در اردیبهشت ۱۳۹۸  شروع و تا سال ۱۳۹۹ به پایان رسید. این فصل در ۱۵ قسمت ۴۰ دقیقه‌ای  (مجموع ۶۰۰ دقیقه) به سفارش شبکه یک سیما تولید و از ۱۲ شهریور ۱۳۹۹ پخش شد. در این فصل بیشتر به مردم شناسی و سبک زندگی و نوع نگرش مردم در دور افتاده‌ترین روستاهای ایران پرداخته و در کنار مردم شناسی گوشه چشمی هم به بناهای تاریخی و طبیعت آن مناطق داشته است.
| قسمت/شماره | عنوان          | توضیحات |
| ---------- | -------------- | ------- |
| یک         | آذربایجان شرقی |         |
| دو         | آذربایجان غربی |         |
| سه         | زنجان          |         |
| چهار       | کردستان        |         |
| پنج        | کرمانشاه       |         |
| شش         | ایلام          |         |
| هفت        | همدان          |         |
| هشت        | مرکزی          |         |
| نه         | تهران (شهر ری) |         |
| ده         | البرز (طالقان) |         |
| یازده      | مازندران       |         |
| دوازده     | اصفهان         |         |
| سیزده      | اردبیل         |         |
| چهارده     | چهار دنگه      |         |
| پانزده     | کندلوس         |         |

## عوامل[۷]
- مدیر تولید: وحید فریدآذر، مهرتاش زندیه
- مدیر تدارکات: شهرام وثوق حجازی

- تصویربردار: محمد شاه حسینی
- تدوین: رضا تاری وردی
- عکاس ، تدوین پشت صحنه، تیزر: کیمیا سبط رسول
- طراح پوستر: مجید طریقتی
- تصویربردار هوائی: بهروز سبط رسول